# 14e régiment de voltigeurs de la Garde impériale
Le 14e Voltigeurs de la garde est un régiment français des guerres napoléoniennes. Il fait partie de la Jeune Garde

## Historique du régiment
- 1814 - Créé et nommé 14e régiment de Voltigeurs de la garde impériale
- 1814 - Dissout.

## Chef de corps
- 1814 : colonel Jean-Louis-Eloi Bouvard
- 1814 : colonel Antoine Lebre

## Batailles
Ce sont les batailles principales où fut engagé très activement le régiment. Il participa évidemment à plusieurs autres batailles, surtout en 1814.
- 1814 : Craonne et Fère-Champenoise